# Rumélia

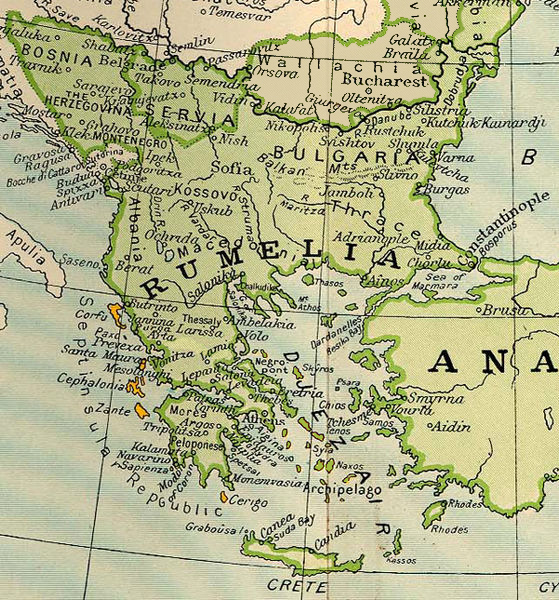
Rumélia fekvése a Balkánon (1801)

Rumélia (törökül Rumeli, bolgárul Румелия, albánul Rumelia, bosnyákul Rumelija) az Oszmán Birodalom dél-európai birtokainak neve. Magyarul annyit tesz a „Rómaiak földje”, a területet ugyanis jelentős részben a Bizánci Birodalomtól kaparintották meg, melyet Keletrómai Birodalomnak is nevez a történelem.
Rumélia területébe Görögország, Bulgária, Szerbia déli és középső része, Koszovó, Albánia és Dobrudzsa, illetve a Peloponnészosz (középkori nevén Morea) tartozott. Ebből kívül esett Észak-Szerbia, Bosznia és Montenegró azon területei, melyeket a törökök később igáztak le, valamint a két román vajda, a havasalföldi és a moldvai, akik hűbéresküt tettek a szultánnak.
Rumélia volt a törökök európai hódításának bázisa, élén beglerbég állt. Egy időben az oszmán szultánok itt rendezték be a birodalom fővárosát Drinápolyban, később azonban a város kizárólag Rumélia székhelye lett.
Mivel Rumélia mediterrán területen feküdt, a háborúk idején ez volt az oszmán hadsereg téli szállása, amíg tavasszal újra nem kezdték a háborúkat.
A ruméliai bégek és pasák feladata volt a háborúk folytatása az európai államok ellen, amikor a szultán éppen nem vezetett hadat (olyankor az anatóliai csapatokat is bevették) és indítottak portyázásokat. Ázsiai hadszíntéren viszonylag ritkán járt az európai török haderő, így pl. Timur Lenk betörésekor.
A ruméliai erők egyes csoportjai gyakran megtámadták Horvátországot, Magyarországot, Lengyelországot és később elérték Stájerországot, Oroszországot és Krajnát is.
A török uralom alatt sok török települt le az országban, elsősorban Trákia, Macedónia és Albánia területén alakultak ki összefüggő török tömbök.
Az 1877-78-as orosz-török háborút lezáró berlini béke egyes részét elosztotta Szerbia, Bulgária és Görögország között, a maradék autonóm tartomány lett. Bulgária 1885. szeptember 6-án legnagyobb részét megszerezte, a többit az első Balkán-háborúban foglalták vissza a szerb-montenegrói-görög seregek.
Az első világháború után az itt élő török kisebbség jó részét elűzték Törökországba vagy Albániába.